# Toshihide Uchiage
Toshihide Uchiage est un karatéka canadien surtout connu pour avoir remporté la médaille de bronze en kata individuel masculin aux championnats du monde de karaté 2004 à Monterrey, au Mexique.

## Résultats
| Résultat           | Date             | Épreuve         | Catégorie | Compétition                | Ville hôte            |
| ------------------ | ---------------- | --------------- | --------- | -------------------------- | --------------------- |
| Médaille de bronze | 18 novembre 2004 | Kata individuel | Seniors   | Championnats du monde 2004 | Monterrey, au Mexique |